# Grabovica (Gornji Milanovac)
Pour les articles homonymes, voir Grabovica.
Grabovica (en serbe cyrillique : Грабовица) est un village de Serbie situé dans la municipalité de Gornji Milanovac, district de Moravica. Au recensement de 2011, il comptait 443 habitants.

## Démographie
| 1948 | 1953 | 1961 | 1971 | 1981 | 1991 | 2002 | 2011 |
| ---- | ---- | ---- | ---- | ---- | ---- | ---- | ---- |
| 875  | 890  | 897  | 623  | 578  | 523  | 496  | 443  |

|  |